# Synapsis yunnanus
Synapsis yunnanus là một loài bọ cánh cứng trong họ Bọ hung (Scarabaeidae).